# São José do Rio Claro
São José do Rio Claro – miasto i gmina w Brazylii, w stanie Mato Grosso.